# Баймурзин, Гаяз Исламетдинович
Гаяз Исламетдинович Байму́рзин (1 января 1913, Бердениш, Пермская губерния — 7 мая 1948, Украинская ССР) — участник Великой Отечественной войны, заместитель командира эскадрильи 13-го гвардейского авиационного полка дальнего действия 4-й гвардейской авиационной дивизии дальнего действия 4-го гвардейского авиационного корпуса дальнего действия, гвардии майор. Герой Советского Союза, совершил 220 боевых вылетов.

## Биография
Родился 1 января 1913 года в деревне Бердениш Карабольской волости Екатеринбургского уезда Пермской губернии (по другим данным в деревне Галикаево), ныне территория обоих деревень относится к Аргаяшскому району Челябинской области. По национальности башкир.
В четыре года Гаяз остался сиротой. Воспитывался в большой семье дяди Шихаба. Окончил Аргаяшскую неполную среднюю школу. Некоторое время работал секретарём в сельсовете. Затем учился в Белорецком металлургическом техникуме в Башкирии.
В Красную армию призван в августе 1936 года Аргаяшским райвоенкоматом Челябинской области. Окончил Энгельсскую военную школу лётчиков в 1940 году.
На фронте Великой Отечественной войны с июня 1942 года. Член ВКП(б) с 1943 года. До 14 октября 1944 года произвёл 220 боевых вылетов на бомбардировку военно-промышленных объектов в тылу врага (в том числе 4 раза участвовал в бомбардировках города Хельсинки и 2 раза — города Будапешта). Экипаж Г. И. Баймурзина 6 раз летал на выполнение спецзаданий по выброске боеприпасов и вооружения партизанам в районы городов Зволен и Брозно. За весь период боевой работы его экипаж сбросил на противника 410 тонн бомб. Общий налёт 320 часов днём и 817 часов — ночью.
После войны Г. И. Баймурзин продолжал службу в ВВС СССР.
Погиб в авиационной катастрофе 7 мая 1948 года, похоронен в городе Умань (Украина).

## Награды
- Звание Героя Советского Союза Гаязу Исламетдиновичу Баймурзину с вручением ордена Ленина и медали «Золотая Звезда» (№ 5110) присвоено Указом Президиума Верховного Совета СССР от 5 ноября 1944 года[4][5].
- Орден Ленина
- Орден Красного Знамени (19.11.1943)[6]
- Орден Отечественной войны I степени (14.04.1944)[7]
- Орден Красной Звезды (12.03.1943)[8]
- Медали

## Память
- В селе Кунашак Челябинской области именем Героя названа улица, у здания местной школы установлен его бюст.
- На здании средней школы № 2 посёлка Аргаяш установлена мемориальная доска.
- В музее Белорецкого металлургического техникума Герою посвящён специальный стенд.

## Комментарии
1. ↑  Бердениш и Галикаево находились в восьми километрах друг от друга, первая — на берегу озера Бердениш, вторая — у озера Урускуль. Обе деревни были отселены осенью 1957 года после Кыштымской аварии.